# Charles Traoré
Charles Traoré (Aulnay-sous-Bois, 1 de janeiro de 1992) é um futebolista profissional burquinense que atua como lateral esquerdo.

## Carreira
Charles Traoré representou o elenco da Seleção Malinesa de Futebol no Campeonato Africano das Nações de 2017.